# Embalse de Cavallers

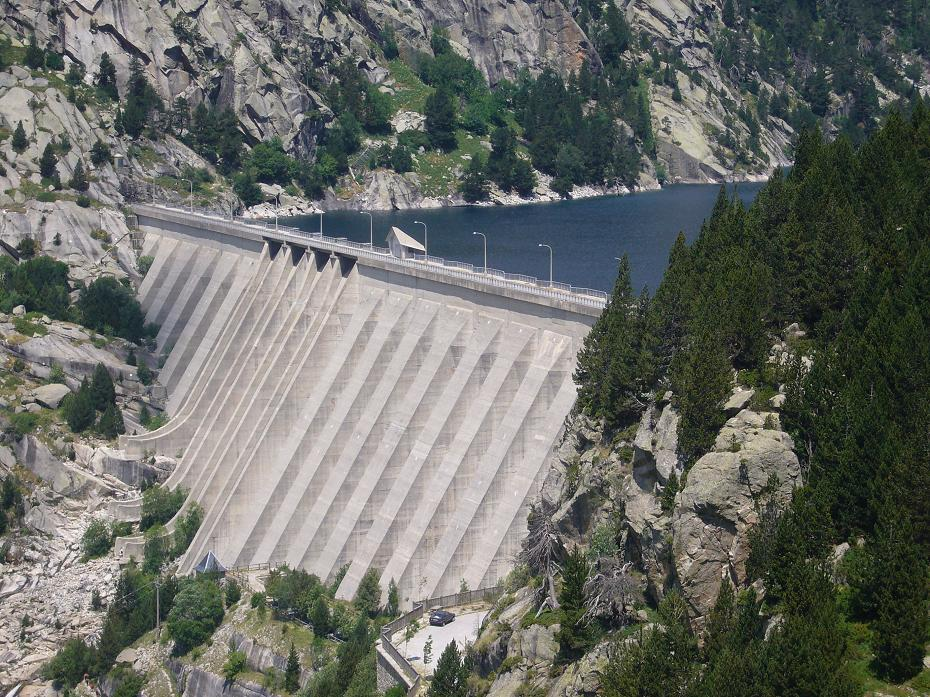
Presa de Cavallers

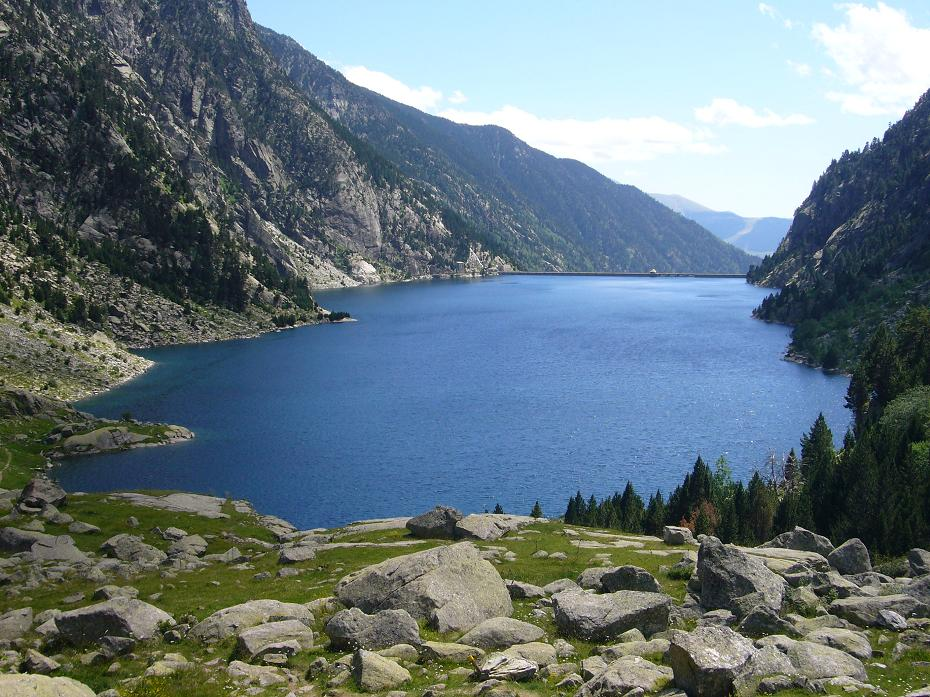
Embalse de Cavallers desde el norte

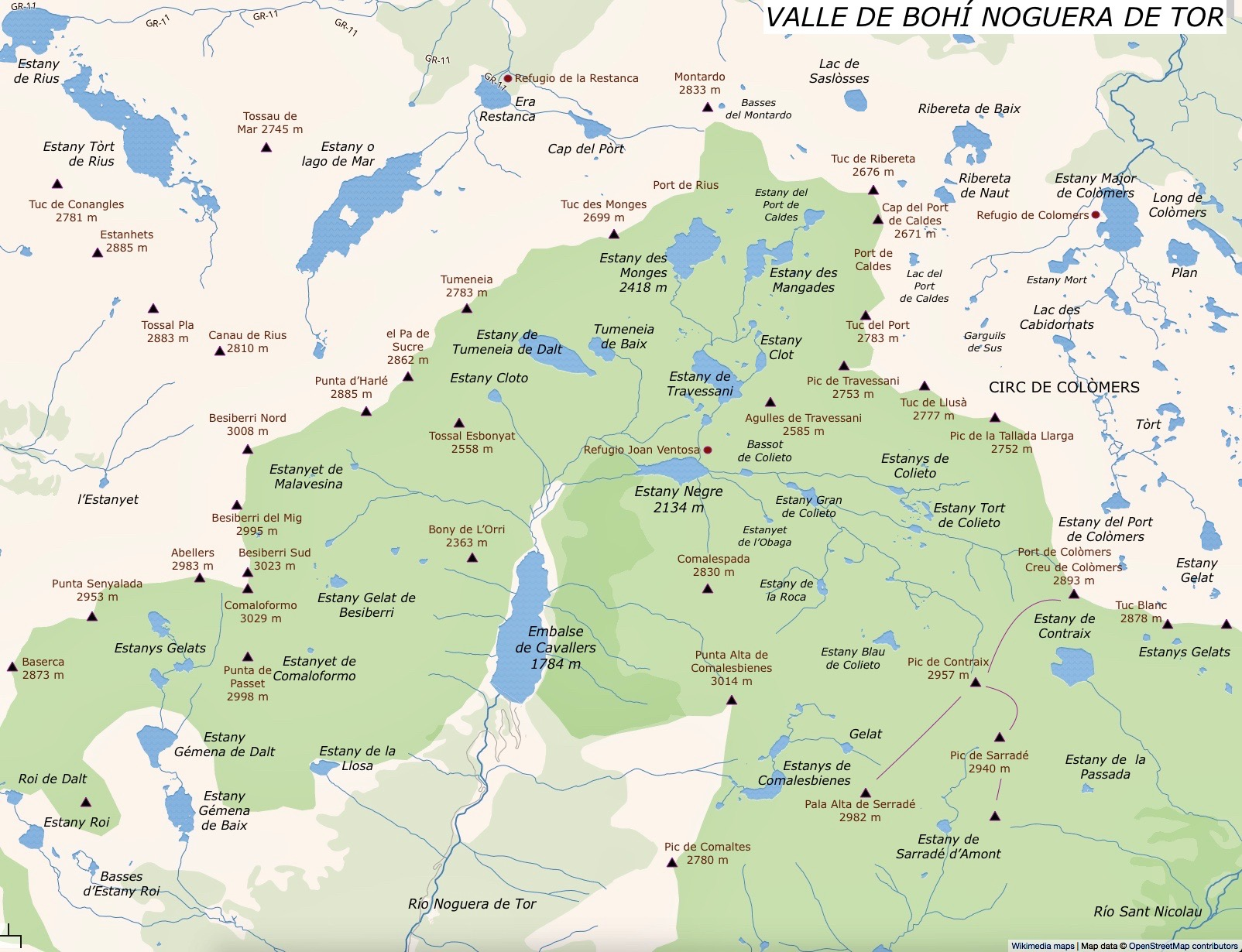
Cabecera de la cuenca del Noguera de Tor, con el embalse de Cavallers

El embalse de Cavallers o de los lagos de Tor se encuentra en el río Noguera de Tor, afluente del Noguera Ribagorzana. La presa se encuentra en el municipio de La Vall de Boí, en la comarca de la Alta Ribagorza, en Lérida, Cataluña, España. Hasta 1996, el municipio recibía el nombre de Barruera.
La presa se construyó en 1960, sobre el lecho de un lago, el de Cavallers, a 1780 m de altitud, en el Pirineo de Lérida, en una zona granítica en la que apenas hay árboles, dominada por las rocas, en un valle que discurre de norte a sur. La presa se construye  mediante una serie de contrafuertes anclados a la roca. Tiene un aliviadero libre en la coronación, que permite resbalar el agua por cuatro de los contrafuertes hasta su base. En este lugar nace el río Noguera de Tor.
En los últimos 10 años, la media de almacenamiento ha sido de 14 hm³, un 93,1% de su capacidad. El embalse, alimentado a su vez por el lago Negro, a 2100 m de altitud, proporciona agua a la Central hidroeléctrica de Caldas de Bohí, junto a la residencia La Farga. La central se encuentra a 4108 m de la presa y a 1300 m de altitud. El salto es de 438,35 m y se encuentra en la unión del Noguera de Tor con el valle de Sant Nicolau, que aporta agua de los lagos de Serradé a través de la presa de Sant Esperit. La potencia instalada es de 45 800 kW.
Hay un aparcamiento en la base de la presa a 1697 m, al que se accede por la carretera procedente de Caldas de Bohí. Este pantano es uno de los accesos al Parque nacional de Aiguas Tortas y Lago de San Mauricio. Se encuentra a 154 km al norte de Lérida.
La presa fue impermeabilizada en 1985. En la base de la presa, a 1701 m de altitud, hay un refugio de Enher.

## Entorno
El embalse está rodeado de picos imponentes muy cercanos. Al oeste —la izquierda desde la presa— se alza el pico de Comaloforno, de 3029,2 m, que pertenece al macizo de Besiberri. Al este, se alza la Punta Alta de Comalesbienes, de 3014 m, y los picos de Comalespada, de 2830 m. El camino que discurre a la derecha de la presa gira hacia el este en la cola del pantano y asciende hasta el lago Negro y el refugio Ventosa i Calvell, que forma parte de la ruta Carros de Foc. En el circo glaciar que forma la cuenca del pantano, y que termina en su extremo norte en el pico de Montardo, hay una decena de lagos glaciares. El Parque nacional de Aiguas Tortas y Lago de San Mauricio se encuentra al sudeste del embalse. Al este se halla el circo de Colomers.
La única pesca que se puede encontrar aquí es la trucha, debido a las aguas heladas de la montaña. En primavera, el lago puede descender notablemente hasta que se produce el deshielo.